# Kurmanbek Bakijev
Kurmanbek Salijevič Bakijev (kyrgyzsky Курманбек Сали уулу Бакиев (Kurmanbek Sali Uulu Bakiev), rusky Курманбек Салиевич Бакиев; * 1. srpna, 1949) je bývalý prezident Kyrgyzstánu. Úřad vykonával od tzv. Tulipánové revoluce v roce 2005 do sesazení v roce 2010, ke kterému došlo v důsledku pouličních nepokojů.

## Politika
V roce 2005 zastával funkci předsedy Lidového hnutí Kyrgyzstánu, koalice politických stran před tehdejšími parlamentními volbami. Nejvíce jeho politické podpory se mu dostávalo na jihu země.
25. března 2005 ho kyrgyzský parlament jmenoval premiérem a pověřil ho i funkcí prezidenta. Jeho jmenování do úřadu prezidenta bylo následkem sesazení tehdejšího prezidenta Askara Akajeva během tzv. Tulipánové revoluce. Funkci prezidenta vykonával oficiálně od 15. srpna 2005.
Před parlamentními volbami v prosinci 2007 založil v říjnu téhož roku novou politickou stranu Ak Žol (česky světlá cesta), nemohl se však stát jejím předsedou, jelikož byl prezidentem.
Ačkoliv byl v roli nového prezidenta mezinárodně zpočátku vnímán jako prodemokratický, následný vývoj situace v Kyrgyzstánu ukázal pozvolný návrat k situaci před Tulipánovou revolucí (potlačování opozice, nesvobodné volby). Ve volbách v červenci 2009 byl Kurmanbek Bakijev opětovně zvolen (po sečtení dvou třetin volebních hlasů vedl se ziskem 87%). Opozice označila volby za zfalšované a OBSE za "zklamání".
Při krvavých nepokojích na začátku dubna 2010 byl Bakijev nucen 7. dubna opustil své sídlo v Biškeku, a vlády se následně ujala představitelka opozice Roza Otunbajevová. I přes ztrátu veškerého vlivu odmítal sám odstoupit. 15. dubna opustil zemi, když z Džalal-Abadu odletěl do Kazachstánu.